# Tabanus jacobarius
Tabanus jacobarius är en tvåvingeart som beskrevs av Coher 1985. Tabanus jacobarius ingår i släktet Tabanus och familjen bromsar. Inga underarter finns listade i Catalogue of Life.